# Joaquín Lillo Prieto
Joaquín Lillo Prieto (Chile), fue un político chileno que fue el primer alcalde de la recién creada Municipalidad de Galvarino, correspondiente entonces a la 2ª subdelegación Galvarino del Departamento de Llaima, cuya goberación tenía asiento en la ciudad de Lautaro, Provincia de Cautín, actual Región de La Araucanía.
Su gobierno marca el nacimiento de la actual comuna de Galvarino y la independencia administrativa de esta respecto de Lautaro.